# Southgate, Swansea
Southgate är en ort i Storbritannien.   Den ligger i kommunen Swansea och riksdelen Wales, i den södra delen av landet, 270 km väster om huvudstaden London. Southgate ligger 64 meter över havet och antalet invånare är 1 976.
Terrängen runt Southgate är platt. Havet är nära Southgate åt sydost.  Närmaste större samhälle är Swansea, 11,6 km nordost om Southgate. Trakten runt Southgate består i huvudsak av gräsmarker.